# Acta Erdélyben
Acta – egyetemek és tudományos intézetek kiadványsorozatainak szokásos megnevezése; a kolozsvári Ferenc József Tudományegyetem központi és kari kiadványainak gyűjtőcíme.
1. Acta universitatis litterarum regiae hungaricae Francisco-Josephinae: a kolozsvári Ferenc József Tudományegyetem évkönyveinek, beszámolóinak és a beszámolókhoz adott mellékleteknek a sorozata (1940–44). Két nagy terjedelmű melléklet önálló mű: Balás P. Elemér munkája (A Széchenyi-Kossuth-ellentét hírlapi vitájuk tükrében, Kolozsvár, 1943) s Monoki István szerkesztésében a tanári kar tudományos munkásságának részleges bibliográfiája (Kolozsvár, 1944).
2. Az egyes tudománykarok és intézetek sorozatai: Acta Juridico-Politica: a jog- és államtudományi kar kiadványai (1941–43) tíz kötetben. Szerzői: Balás P. Elemér, Bónis György, Buza László, Csekey István, Hárs László, Heller Erik, Horváth Barna, Martonyi János, Mikó Imre, Szászy István, Személyi Kálmán, Székely István, Tury Sándor Kornél. A Werbőczy István c. kötet adja a Tripartitum bibliográfiáját (Kolozsvár, 1942); irodalmi és szociológiai vonatkozású Horváth Barna két tanulmánya: A géniusz pere. Socrates-Johanna (Kolozsvár, 1942) és A közvélemény vizsgálata (Kolozsvár, 1942).
Acta Phylosophica: a bölcsészet-, nyelv- és történettudományi kar kiadványai (1942–44). Makkai Ernő, Pósaházi János életét és filozófiáját ismerteti (1942), Mészöly Gedeon az Ómagyar Mária-siralom nyelv- és stílustörténeti magyarázatát adja (1944), Zolnai Béla a janzenizmus közép-európai kutatását veszi számba (1944). Kristóf György dolgozata Erdélyi magyar diák Albensis Nagy János disputája a Heidelbergi Egyetemen címmel a sorozat utolsó (9.) számaként Universitatis Hungarica Kolozsvár borítóval jelent meg 1945-ben.
Acta Scientiarum Mathematicarum et Naturalium: a matematikai és természettudományi kar kiadványai (1941–45) P. A. Chappuis, Csík Lajos, Gelei József, Gombás Pál, Győrffy István, Hankó Béla, Imre Lajos, Jászfalusi Lajos, Monosi Mihály, Soó Rezső és Szőkefalvi Nagy Gyula tollából.
Acta Oeconomica: a közgazdaságtudományi kar két kiadványa (1943–44). Sövényházy Ferenc gazdaságjogi tanulmánya után Kovrig Béla a dunai államok munkavédelmi rendszerét tárgyalja.
Acta Medica: 9 orvos-monográfiából álló sorozat (1941–44).
Kelemen László szerkesztésében pótlólag újabb monográfiák jelentek meg 1945-46-ban, köztük Haynal Imre és Klimkó Dezső orvosprofesszorokról.
Acta Geobotanica Hungarica: az egyetemi növényrendszertani intézet és az egyetemi botanikus kert közleményei (1941–43, Soó Rezső szerkesztésében).
3. Acta Universitatis Sapientiae a Sapientia Erdélyi Magyar Tudományegyetem szakfolyóirata. 2008-ban indult az első sorozata.